# The One (Toronto)
The One es un rascacielos actualmente en construcción en la ciudad canadiense de Toronto (Ontario). Una vez completado será el edificio más alto de Canadá, con 309 metros (1012 pies) y 94 pisos, superando al First Canadian Place, que ha ostentado este récord desde 1976. También será el primer rascacielos superalto de Canadá (más de 300 m), según lo definido por el Consejo de Edificios Altos y Hábitat Urbano. 
Su construcción comenzó en 2017 y se espera que esté completado para 2025.

## Diseño y construcción
El rascacielos fue diseñado por los estudios de arquitectura Foster and Partners y Core Architects. Inicialmente contaba con un exoesqueleto estructural, pero éste fue eliminado del diseño final en base a las recomendaciones de la firma de ingeniería RWDI, que testeó una maqueta del edificio en un túnel de viento. El ingeniero estructural del proyecto es RJC Engineers.
La construcción comenzó oficialmente el 23 de agosto de 2017. En abril de 2019 se completaron los 32 pozos de cimentación que sostendrán la torre.